# سیارک ۵۵۷۵۵
سیارک ۵۵۷۵۵ (به انگلیسی: 55755 Blythe، نامگذاری:1991TB15) پنجاه و پنج هزار و هفتصد و پنجاه و پنجمین سیارک کشف شده‌است که در ۶ اکتبر ۱۹۹۱ کشف شد.